# Mary Bonaventure Browne
Mary Bonaventure Browne (* nach 1610 in Galway; † nach 1670 in Madrid) war eine irische Klarissin, Äbtissin und Historikerin mit normannischen Ursprüngen.

## Leben

Der Browne Doorway auf dem Eyre Square, Galway, 2017

Mary Browne wurde als Tochter von Andrew Browne fitz Oliver, einem wohlhabenden Kaufmann und Angehörigen der hiberno-normannischen Browne-Familie aus den Stämmen von Galway, geboren. Sie war eine Nichte von Martin Browne; der Torbogen seines Stadthauses, der Browne Doorway, steht auf dem Eyre Square in Galway. Andrew war ein Cousin ersten Grades von Sir Dominick Browne, dem ehemaligen Bürgermeister von Galway und Vater von Valentine Browne, OFM, Provinzial der Franziskaner 1629–1635. Marys älterer Bruder Francis trat später den Franziskanern bei, während Mary und ihre Schwester Catherine 1632 den Klarissen in Dublin beitraten. In diesem Jahr wurde ihr Vater Andrew zu einem der Stadtsheriffs gewählt, weigerte sich aber anders als sein Vater 1609, den Supremitätseid abzulegen, weswegen er nicht vereidigt wurde.
Nach ihrer Verbannung aus Dublin im November 1630 zogen die Klarissen nach Bethleham in ein abgelegenes Gebiet an den Ufern des Lough Ree, nordwestlich von Athlone und südwestlich von Ballymahon, County Longford. Innerhalb weniger Jahre gab es sechzig Mitglieder.
Einer Bitte einiger Bürger von Galway folgend, zogen zwölf Schwestern und zwei Novizinnen während oder unmittelbar nach Januar 1642 dorthin. Mary und Catherine, die 1633 in Bethleham die Profess abgelegt hatten, waren unter der Gruppe. In Galway war die Äbtissin nacheinander Mary Gabriel Martyn, Mary Clare Kennedy und Mary während der Jahre 1647–50, die von ihrer Schwester Catherine abgelöst wurde. Das erste Kloster befand sich in oder in der Nähe der heutigen St. Augustine Street.
In ihrem ersten Jahr als Äbtissin beauftragte Mary Dubhaltach Mac Fhirbhisigh damit, die Übersetzung der Regel von St. Clare und verwandter Dokumente ins Irische zu vollenden. Dies war bereits 1636 durch Bruder Mícheál Ó Cléirigh begonnen worden. Mac Fhirbhisigh übersetzte und transkribierte in gleicher Weise die verbleibenden Abschnitte (etwa zwei Drittel des Gesamtwerks) aus dem Englischen ins Irische. Helena Concannon bemerkt, dass „es ein zusätzlicher Beweis für Mutter Bonaventures großes Interesse an der irischen Sprache ist, dass sie diese Aufgabe aus Bethleham mitgebracht hatte“.
Während ihrer Zeit als Äbtissin überwachte Browne die Pläne zur Gründung eines Tochterklosters in Loughrea. Die Gründungsurkunde, die heute im Archiv der Klarissen in Galway aufbewahrt wird, nennt eine Gründung 1649/1650. Im Zuge der aufkommenden Kriege aber wohl nur kurz oder nur auf dem Papier.
Im Sommer 1649 schickte Browne eine Petition an die „Mayors, Sheriffs, Free Burgesses and Commonalty of the Towne of Galway“, in der sie erklärte, dass sie aufgrund der überhöhten Miete gezwungen sei, ihr derzeitiges Haus mit Ende des Pachtvertrags zu verlassen, was im folgenden Mai geschah. Deshalb bat sie darum, „you may be pleased to grant them sufficient room for building a monastery and rooms convenient thereunto a garden and orchard in the next island adjoining to the bridge Illaun Altenagh“ Der Bürgermeister und der Schreiber empfahlen die Bewilligung am 1. Juli und am 10. Juli stimmte die städtische Körperschaft einstimmig zu. Das Kloster auf Oileán Ealtanach – heute noch auf Nuns Island wenige Meter südwestlich der Kathedrale von Galway stehend – war „a good large and spacious house with other conveniences with the cost and charge of two hundred and odd pounds of the Sisters' portions in timber and other materials“.
Nachdem sich Galway unter der Führung der katholischen Stämme in den Irischen Konföderationskriege auf die Seite der konföderierten Katholiken geschlagen hatte, war es Ziel von Cromwells Rückeroberung Irlands und wurde 1651/1652 belagert und erobert. Hunger und Pest brachen aus. Im Januar 1653 erging ein Edikt, das allen Nonnen, gleich welchen Standes, befahl, zu heiraten oder das Königreich zu verlassen. Der größte Teil der Gemeinschaft in Galway reiste mit dem Schiff nach Spanien. Marys Schwester, Catherine Bernard Browne, starb 1654 in Madrid.
Mary Brownes Todesjahr im Konvent El Cavallero de Garcia in Madrid ist unbekannt, aber man nimmt an, dass es nach 1670 und vor 1691 war.

## Historikerin
Während ihrer Exiljahre in Madrid schrieb Browne um 1670 im Kloster El Cavallero de Garcia „ein großes Werk, in Quarto, in irischer Sprache“ bestehend aus elf Traktaten. Alle Aufzeichnungen aus dem Kloster nach 1732 sind verloren, nur die Themen der Traktate haben sich erhalten: eine historische Abhandlung über Häresiarchen, Biographien von Heinrich VIII., Katharina von Aragon und Anne Boleyn, Hagiographien über Heilige Frauen und Ausführungen über das Rosenkranzgebet.
Für das zweite Traktat mit dem Titel „Das Martyrium einiger Klarissen und Tertiarinnen während der Schreckensherrschaft in Irland“ wird aber davon ausgegangen, dass es bei der Wiedergründung des Klosters in Galway dorthin zurückkam und Eingang in die überlieferten Annalen der Klarissen von Galway gefunden hat. Aber auch eventuelle nach Galway gesandte Originalschriften gingen dort 1691 im Krieg der zwei Könige verloren.
Celsus O’Brien zitiert den Annalenschreiber: „The Third Abbess of said Convent, Mary Bonaventure (alias) Browne, was a very good holy and perfect religious Sister, and was endowed with many rare virtues, as obedience, poverty, chastity, humility and charity. She was prudent and wise, well spoken in English, Irish and Spanish. She was the mirror and looking glass of religious observance that belonged to her Rule and status all of her lifetime. She left a True Chronicle written under her own hand, which she sent to this convent of Saint Clare, Galway, and a Remonstrance, a chalice, a holy curious relic, many pictures, books, ornaments, and other fine things fitting for the alter and Divine Service. All the aforesaid things were lost and burnt in the late wars, 1691.“
Außerdem soll sie ein Leben ihrer Schwester Catherine Browne in englischer Sprache verfasst haben.

## Nachleben
Judy Chicago widmete Mary Browne eine Inschrift auf den dreieckigen Bodenfliesen des Heritage Floor ihrer 1974 bis 1979 entstandenen Installation The Dinner Party. Die mit dem Namen Mary Bonaventure beschrifteten Porzellanfliesen sind dem Platz mit dem Gedeck für Anne Hutchinson zugeordnet.